# Arp 230
IC 51 = Arp 230 ist eine linsenförmige Galaxie vom Hubble-Typ S0 im Sternbild Walfisch südlich der Ekliptik. Sie ist schätzungsweise 79 Millionen Lichtjahre von der Milchstraße entfernt und hat einen Durchmesser von etwa 30.000 Lichtjahren.
Im selben Himmelsareal befinden sich u. a. die Galaxien NGC 263 und IC 47.
Die Galaxie wurde später von Halton Arp in seinem Atlas of Peculiar Galaxies (Galaxien mit konzentrischen Ringen) aufgrund ihrer ungewöhnlichen Ringstruktur aufgenommen, die auch in einer Beobachtung mittels des Hubble-Weltraumteleskops gut zu erkennen ist. Eine genauere Klassifikation, als  „Good candidate for polar-ring“ (Polarring-Galaxie), wurde Anfang der 1990er Jahre publiziert.
Das Objekt wurde am 30. August 1892 vom französischen Astronomen Stéphane Javelle mit dem damals weltgrößten Refraktor am Observatoire de Nice entdeckt und später im Index Catalogue verzeichnet.